# Warmfräse
Eine Warmfräse (auch Heissfräse) ist eine Baumaschine, die im Straßenbau zur Anwendung kommt und Asphaltschichten verschiedener Dicke abtragen kann.

## Geschichte
Das Warmfräsen war die erste effektive Methode, die Decke einer Straße zu erneuern, ohne die gesamte Asphaltschicht zu entfernen. Im Jahr 1971 wurde diese Technik erstmals erfolgreich angewendet. Ende der 1970er Jahre wurde allerdings der Einsatz von Hartmetall-Meißeln aus dem Bergbau übernommen, sodass der Belag nicht mehr vorgewärmt werden musste. Das so genannte Kaltfräsen verdrängte daraufhin das Warmfräsen fast vollständig. Gründe dafür waren der hohe Energieverbrauch für das Erwärmen der Deckschicht sowie die starke Rauchentwicklung. Mit Hilfe der Kaltfräs-Technik können zudem Fräsarbeiten an Betonfahrbahnbelägen ausgeführt werden, da die Meißel den hochfesten Beton abtragen können.

## Wirkungsweise
Die Warmfräse fährt über die abzufräsende Schicht, wobei eine horizontal rotierende Fräswalze entsprechend der Frästiefe abgesenkt ist und das Material löst. Das abgefräste Material wird anschließend über ein Förderband zum Ende der Maschine gefördert und fällt dort in einen Lkw.
Die Maschine kann sowohl parallel als auch in einer bestimmten Neigung zur Fahrbahnoberfläche den Fahrbahnbelag abfräsen. Während des Fräsens kann die eingestellte Frästiefe in Bezug auf eine vorher festgelegte Referenzhöhe geregelt werden.  
Vor diesen Arbeitsschritten muss die Asphaltdecke jedoch stark erwärmt werden: Dies geschieht meist durch flache, an der Fräse befestigte Gasthermen.